# Maire Tecnimont
 (septembre 2012).
Si vous disposez d'ouvrages ou d'articles de référence ou si vous connaissez des sites web de qualité traitant du thème abordé ici, merci de compléter l'article en donnant les références utiles à sa vérifiabilité et en les liant à la section « Notes et références ».
Maire Tecnimont est une entreprise d'ingénierie et de conseil italien spécialisé dans les domaines de la chimie et la pétrochimie, huile et gaz, énergie et génie civil. Né de la fusion des sociétés Maire Engineering, ex-Fiat Engineering et Tecnimont, c'est un des principaux groupes de project management et de conseil en general contracting mondiaux dans sa spécialité.
Le groupe est coté à la bourse de Milan (MT.MI, SIN IT0004251689). Le groupe est dirigé par Fabrizio Di Amato qui en est le Président Directeur Général.

## Histoire
Le groupe Maire Tecnimont est né à la suite du rachat par le groupe Maire Holding de la société Tecnimont en 2005, division ingénierie du groupe chimique italien Montedison, à la suite de l'OPA lancée par le groupe Fiat Holding. Le groupe Maire contrôlait déjà à cette époque Maire Engineering, anciennement Fiat Engineering rachetée en février 2004.
Actuellement, le groupe contrôle 37 sociétés d'ingénierie dans le monde et est implanté dans 24 pays. Il a réalisé un chiffre d'affaires de 2 milliards d'euros en 2007 avec 4 300 collaborateurs. Le carnet de commande des contrats en cours de réalisation dépasse les 5 milliards d'euros.
Le 5 mars 2010, Maire Tecnimont rachète Sofipart qui détient 76,1 % de KTI Management et 75 % de Technip KTI, société spécialisée dans l'ingénierie de process Huiles et Gaz, implantée à Rome. 
Le 31 mars 2014, le groupe se sépare de sa filiale, la société Sofregaz, dont Tecnimont SpA avait acquis une participation majoritaire auprès du groupe Gaz de France en 2000. 
En juillet 2014, Maire Tecnimont annonce sa participation dans la construction d'une usine de fabrication de fertilisant d'un montant de 1,6 milliard de dollars pour Fatima Group et sa filiale Midwest Fertilizer Corporation
Le 10 avril 2017, le groupe Maire Tecnimont regroupe ses deux filiales Met Newen S.p.A. et Tecnimont Civil Construction S.p.A., deux sociétés spécialisées dans le domaine des énergies renouvelables et des infrastructures (génie civil) pour former la société Neosia S.p.A..

## Activité
Répartition de l'activité en 2009 :
- 48 % chimie et pétrochimie,
- 32 % énergie,
- 12 % génie civil, grands ouvrages
- 8 % huile et gaz.

Cette activité se situe :
- 50 % au Moyen-Orient,
- 16 % sur le continent Américain (Nord, Centre et Sud),
- 12 % en Italie,
- 8 % dans les autres pays de l'union européenne,
- 5 % dans les autres pays d'Europe,
- 9 % ailleurs.

## Structure du groupe Maire Tecnimont
Le groupe Maire Tecnimont dispose de quatre secteurs distincts :
- Tecnimont : société d'ingénierie et Main Contractor dans les domaines Chimie et Pétrochimie, Huiles & Gaz, Énergie, Infrastructures et Génie civil,
- Stamicarbon : société de services créée en octobre 2009, spécialisée dans la délivrance de licences et la propriété intellectuelle,
- Met Newen : société créée en mai 2009, spécialiste des énergies renouvelables,
- Met Development : Société de services pour le Corporate.

## Répartition du capital social
- Fabrizio Di Amato - 63,178 %, à travers Maire Gestioni S.p.A.
- Tudor Capital UK - 2,331 %
- Citadel Ivestment Group (Europe) - 2,264 %
- GL Investimenti - 2,171 %

Selon les informations déposées à la Consob, contrôleur italien des sociétés cotées en bourse.

## Principales filiales
- Met Development (Italie),
- TPI - Tecnimont Planung und Industrieanlagenbau Gmbh (Allemagne),
- TWS SA (Suisse),
- Empresa Madrilena de Ingegneria y Costruccion (Espagne),
- Tecnimont Poland (Pologne),
- Tecnimont Arabia Ltd (Arabie Saoudite),
- Tecnimont do Brasil Ltda (Brésil),
- Tecnimont Russia (Russie)
- Tecnimont ICB Pvt Ltd (Inde),
- Maire Engineering France,
- Sep FOS (50 %) (France),